# 埃利奥特·古尔德
埃利奥特·古尔德（Elliott Gould；1938年8月29日—) ，是美国演员。他在1960年代开始在好莱坞电影中表演。
他的突破性角色是在《兩對鴛鴦一張床》(1969) 中，他因此获得了奥斯卡最佳男配角提名。次年，他於勞勃·阿特曼的电影《風流軍醫俏護士》 (1970) 中的上尉捕手约翰，并因此获得英国电影学院奖和金球奖提名。他继续在《漫長的告別（電影）》（1973）和《California Split》（1974）中与勞勃·阿特曼合作。其他著名的电影角色包括亞倫·阿金的《Little Murders》（1971）、英格玛·伯格曼的《The Touch》（1971）、李察·艾登堡的《英雄塚》（1977）、《摩羯星一號》（1978）、《The Silent Partner》（1978）、 沃伦·比蒂的《豪情四海》 (1991)、 《野獸良民》 (1998)、 史提芬·蘇德堡的《世紀戰疫》 (2011) 和《書中字有夢女神》 (2012)。他在《瞞天過海系列》（2001、2004、2007和2018年）中饰演Reuben Tishkoff。
他以在电视方面的工作而闻名，包括多次主持《週六夜现场》。 他还因在NBC情景喜剧《老友记》（1994-2004）中扮演Jack Geller而闻名，并在福斯情景喜剧《Mulaney》（2012-2013年）和Showtime系列剧《清道夫》（2013-2016年）中反复扮演角色。他还出现在Netflix节目《同妻俱樂部》和《柯明斯基理論》中。